# حملات راکتی ۲۰۲۲ اربیل
حملات راکتی ۲۰۲۲ اربیل در ۱۲ مارس ۲۰۲۲ هنگامی روی داد که ۱۰ فروند موشک بالستیک توسط سپاه پاسداران انقلاب اسلامی از استان آذربایجان شرقی، ایران، علیه مرکز استراتژیک دستگاه های اطلاعاتی اسرائیل (ادعایی ایران) در شهر شمالی اربیل در اقلیم کردستان، عراق شلیک شد.
طبق گزارش‌ها، موشک‌های بالستیک فاتح-۱۱۰ از ایران پرتاب شد. در حالی که سپاه پاسداران انقلاب اسلامی گفته‌است که هدف «مرکز استراتژیک» اسرائیل در اربیل بوده‌است، مقامات کرد گزارش دادند که در میان مکان‌هایی که مورد اصابت موشک‌ها قرار گرفت، کنسولگری آمریکا و یک محله مسکونی در این شهر بود. در این حمله یک غیرنظامی زخمی شد.
روز بعد، سپاه پاسداران انقلاب اسلامی مسئولیت این حمله را بر عهده گرفت.

## پیش زمینه
چند روز قبل، سپاه پاسداران انقلاب اسلامی بیانیه‌ای منتشر کرد که در آن قول داد اسرائیل تاوان قتل احسان کربلایی پور و مرتضی سعیدنژاد، دو سرهنگ سپاه پاسداران انقلاب اسلامی را که در حمله هوایی اسرائیل در حومه دمشق در سوریه در ۷ مارس کشته شدند، بپردازد. سرلشکر پاسدار حسین سلامی، فرمانده کل سپاه و سرتیپ پاسدار امیرعلی حاجی زاده در مراسم تشییع آنان شرکت کردند. این موشک‌های بالستیک در ساعت ۱:۲۰ بامداد، همزمان با ترور قاسم سلیمانی توسط هواپیماهای بدون سرنشین آمریکا در سال ۲۰۲۰ به هدف اصابت کردند.

## بازتاب
عراق روز یکشنبه ۱۳ مارس، سفیر ایران را برای اعتراض به حمله موشکی احضار کرد و «نقض آشکار حاکمیت (عراق)» را اعلام کرد، عراق نسبت به حملات موشکی که منجر به «تلفات مادی» و «خسارت به تأسیسات و منازل غیرنظامی» شده بود، اعتراض کرد.
مقتدی صدر، روحانی شیعه عراقی در واکنش به این حمله در توئیتی نوشت: «سرزمین عراق از جنوب به شمال و شرق تا غرب نباید بخشی از درگیری‌ها باشد و «دخالت» عراق در درگیری‌ها سابقه خطرناکی است و از مقامات ذیصلاح فوراً نامه اعتراضی به سازمان ملل ارسال و سفیر ایران را احضار کنند.»
این حملات هوایی همچنین توسط مصطفی الکاظمی؛ نخست‌وزیر عراق، وزارت امور خارجه ایالات متحده، رئیس‌جمهور عراق؛ برهم صالح و رئیس‌جمهور پیشین کردستان عراق؛ مسعود بارزانی نیز محکوم شد، که دو نفر اخیر آن را به عنوان یک حمله توصیف کردند. مقامات اسرائیل از اظهار نظر خودداری کردند.